# 2016년 1월 죽음
다음은 2016년 1월에 사망한 저명한 인물 목록이다.
- 1월 2일 - 사우디아라비아의 시아파 지도자 님르 바크르 알님르
- 1월 3일
  - 대한민국의 만화가 이상무
  - 미국의 외교관 스티븐 보즈워스
- 1월 4일 - 대한민국의 정치인 서임수
- 1월 5일 - 프랑스의 지휘자이자 작곡가 피에르 불레즈
- 1월 8일 - 대한민국의 연극배우 백성희
- 1월 10일 - 영국의 가수 데이비드 보위
- 1월 14일 - 영국의 배우 앨런 릭먼
- 1월 15일 - 대한민국의 경제학자 신영복
- 1월 18일
  - 대한민국의 전 야구선수 황규봉
  - 미국의 가수 글렌 프라이
- 1월 21일 - 대한민국의 무용가 강선영
- 1월 25일 - 독일의 기자이자 언론인 위르겐 힌츠페터
- 1월 28일 - 미국의 가수 폴 캔트너
- 1월 29일 - 프랑스의 영화감독 자크 리베트
- 1월 31일 - 대한민국의 전직 정치인 이계익